# Wallace-vonal

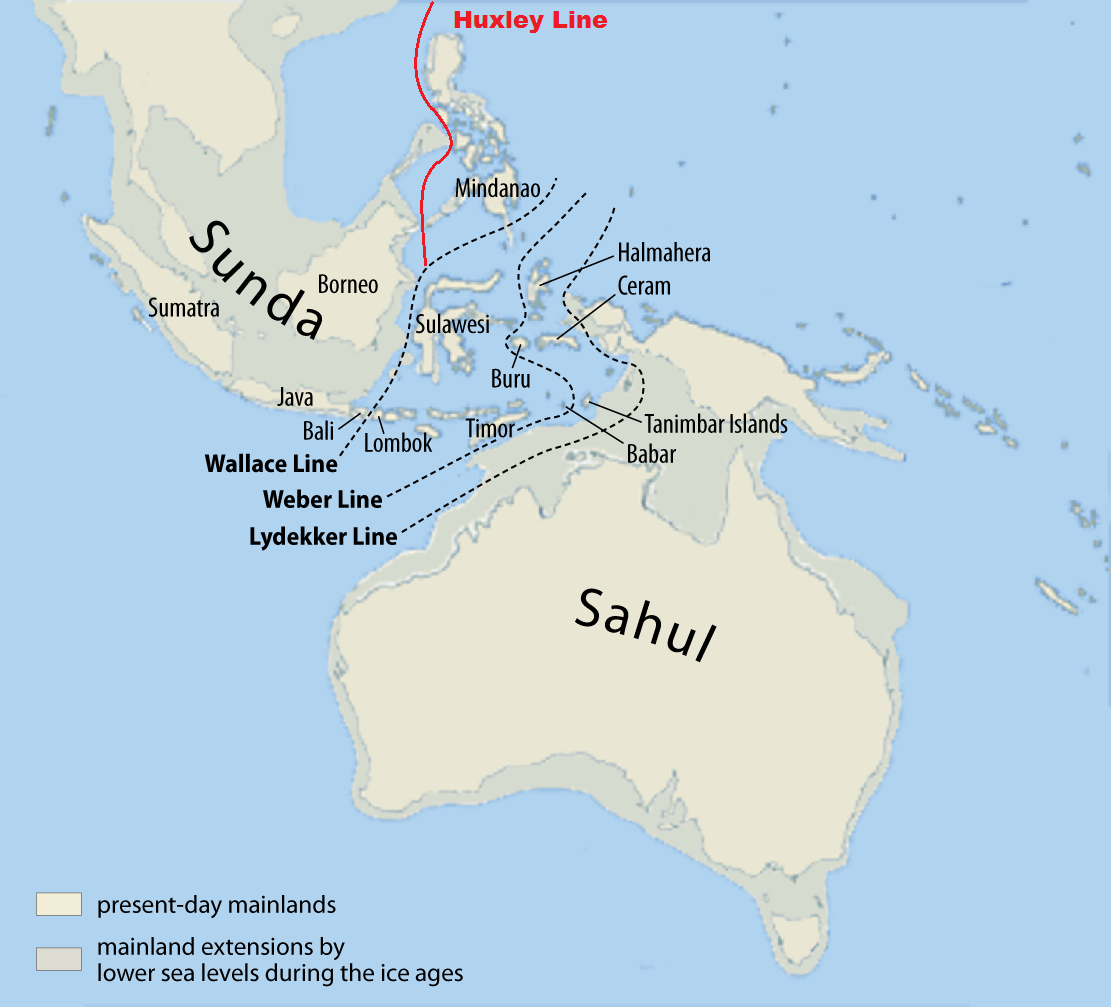
Különböző kutatók határvonalai az ázsiai és az ausztrál fauna között. A szárazföldek kiterjedése a jégkorszaki állapot szerint

A Wallace-vonal az ausztrál és az ázsiai faunaterületeket elválasztó határvonal. A vonaltól nyugatra ázsiai fajokat, keletre pedig jellegzetesen ausztrál fajokat lehet találni. A vonal Alfred Russel Wallace után kapta nevét, aki a 19. századi kelet-indiai utazásai során először tett feljegyzéseket a vonal elválasztó szerepéről. A határvonal keresztülfut az indonéz szigetvilágon, Borneó és Celebesz, valamint Bali és Lombok között. Bár következtetést nem vont le belőle, de már Antonio Pigafetta, Magellán utazásának egyik kísérője is észrevételezte a biológiai eltéréseket a Maluku-szigetek és a Fülöp-szigetek faunája között.
A Wallace-vonaltól keletre eső területet legtöbbször Wallacea elnevezéssel átmeneti zónának tekintik, de egyes elképzelések önálló faunaföldrajzi egységként kezelik. Faunája alapvetően orientális, ázsiai jellegű, de a vonaltól keletre haladva ez fokozatosan szegényedik, s az ausztrál élővilág elemei kerülnek túlsúlyba. Az átmeneti zóna keleti határa, a Weber‑ valamint a Lydekker-vonal kevésbé határozható meg olyan pontosan, mint az erszényesek elterjedésének nyugati határát jelző Wallace-vonal. Az ázsiai fajok radikális csökkenése a térségben a jégkorszakra vezethető vissza, amikor a mintegy 200 méterrel alacsonyabb tengerszintnek köszönhetően az indonéz szigetvilág nyugati szigetei szárazföldi összeköttetésben álltak a kontinenssel, míg Celebesz és a tőle keletre eső szigetek inkább Ausztrália felől voltak megközelíthetőek.

## Wallacea

Wallacea a vörös övezetben fekvő szigetek csoportja. A Weber-vonal kék színnel jelölve

Wallacea egy bio-geográfiai elnevezése A Wallace-vonaltól keletre eső, a Wallace-vonalat határoló területnek, melyek között mélytengeri szorosok választják el az ázsiai és ausztrál kontinentális talapzatokat. Wallacea legnagyobb szigete Celebesz, ezen túl részét képezi még Lombok, Sumbawa, Flores, Sumba, Timor, Halmahera, Buru, Seram és sok más kisebb sziget is. 
Wallacea övezetben az endemizmus a szárazföldi gerinces fajok esetében kiemelten gyakorinak tekinthető. Az itt található 1142 faj csaknem fele (529) csak itt található meg. A régió területének 45%-át erdő borítja, és csak 52 017 km², vagyis a terület szárazdi területeinek nagyjából 15 százaléka érintetlen állapotban van. Wallacea teljes területe 347 000 km², ebből körülbelül 20 000 km² védett. A Conservation International adatai szerint Wallacea több mint 10 000 növényfajnak ad otthont, amelyek közül körülbelül 1500 (15%) tekinthető endemikusnak.